# Marc Fesneau
Marc Fesneau (París, 11 de gener de 1971) és un polític francès nomenat Ministre delegat de Relacions amb el Parlament i Participació Ciutadana, des de 2018 amb els Primers ministres Édouard Philippe i Jean Castex. Membre del Moviment Democràtic (MoDem), anteriorment president del grup Moviment Demòcrata en l'Assemblea Nacional de 2017 a 2018.

## Carrera política

### Inicis
Fesneau és alcalde del municipi de Marchenoir al departament de Loir i Cher. És conseller regional del partit MoDem a la regió de Centre-Vall del Loira. El 2009, va ser seleccionat per ser el candidat de MoDem a la regió de Centre-Vall del Loira per les Eleccions regionals franceses de 2010.

### Membre de l'Assemblea Nacional, 2017–2018
El juny de 2017 Fesneau va ser elegit a l'Assemblea Nacional i subsegüentment elegit unànimement president del grup MoDem a l'Assemblea Nacional el 25 de juny; encara que Marielle de Sarnez inicialment va anunciar l'intent per presentar-se, finalment va decidir no fer-ho. També és membre del Comitè de Defensa (2017-2018) i del Comitè d'Afers Legals (2018). En aquest càrrec va ser ponent del seu grup en reformes constitucionals.
El setembre de 2018, després que François de Rugy el cita al govern, Fesneau va apostar per la presidència de l'Assemblea Nacional; el lloc va ser per Richard Ferrand.

### Carrera dins el govern
El 2018 Fesneau va ser nomenat Ministre delegat de Relacions amb el Parlament en el govern del Primer ministre Édouard Philippe i per això va deixar l'Assemblea. Va ser reemplaçat pel seu substitut Stéphane Baudu. Va mantenir-se en el càrrec en el govern Jean Castex.